# Octonoba biforata
Octonoba biforata là một loài nhện trong họ Uloboridae.
Loài này thuộc chi Octonoba. Octonoba biforata được miêu tả năm 1989 bởi Zhu, Sha & Jun Chen.